# Sommers (Insel)
Sommers (russisch: Соммерс; finnisch: Someri; schwedisch: Sommarö) ist eine Insel im Finnischen Meerbusen. Die rund einen Kilometer lange Insel liegt im Rajon Wyborg in der russischen Oblast Leningrad rund 19 km südlich von Virolahti in Finnland. Die bis 1940 finnische, nach dem Winterkrieg 1942 wieder von finnischen Truppen besetzte und im Sommer 1942 umkämpfte Insel wurde formell 1947 endgültig an die Sowjetunion abgetreten und gehört seither zur Russischen Föderation. Auf ihr steht ein 1945 errichteter 37 m hoher Leuchtturm, der ein aus dem Jahr 1808 stammendes, im Zweiten Weltkrieg stillgelegtes Leuchtfeuer ersetzt.